# Valeria Ortuño Martínez
Valeria Ortuño Martínez (27 de mayo de 1998) es una atleta mexicana especializada en marcha atlética.
Comenzó a los 14 años de edad. Ocupó la tercera posición en el Campeonato del mundo de marcha atlética por equipos con un tiempo de 45:28 sobre la distancia de 10 km. En 2014 se alzó con la medalla de plata en los Atletismo en los Juegos Olímpicos de la Juventud celebrados en Nankín.

## Mejores marcas personales
| Mejores marcas personales                                                                             | Mejores marcas personales | Mejores marcas personales | Mejores marcas personales |
| Distancia                                                                                             | Tiempo                    | Lugar                     | Fecha                     |
| --- | ------------------------- | ------------------------- | ------------------------- |
| 5000 km                                                                                               | 22:55.35                  | Miramar, Estados Unidos   | 4 de abril de 2014        |
| 10 000 km                                                                                             | 45:44.33                  | Bydgoszcz, Polonia        | 19 de julio de 2016       |
| 10 km                                                                                                 | 45:28                     | Roma, Italia              | 7 de mayo de 2016         |
| 20 km                                                                                                 | 1h:36:40                  | Naumburgo, Alemania       | 22 de mayo de 2016        |
| Las competiciones en pista vienen indicadas en metros y las que son en ruta se indican en kilómetros. |                           |                           |                           |